# 尚銘
尚銘（？年—？年），明成化年間東廠總管太監。曾任二十四衙門司禮監主管，亦是明成化年間第一任東廠總管提督太監，明成化十七年（1481年），聯合上林監丞李孜省彈劾西廠總管汪直，汪直被流放後，尚銘亦被李孜省彈劾，抄家並被貶到南京孝陵，後不知所蹤。

## 生平
尚銘為明憲宗成化年間知名的大太監，任司禮監主管。成化十三年（1477年），長期由錦衣衛指揮使主持的東廠，在明憲宗的授意下，由司禮監掌印太監監掌，尚銘即為第一任東廠總管提督太監。
特務機關西廠亦在成化十三年成立，此時西廠由大太監汪直掌管，勢力遠大於東廠與錦衣衛，三個特務機關彼此間的猜忌甚多，尚銘與汪直亦有多次衝突。
成化十五年（1479年），尚銘和錦衣衛鎮撫使趙璟，為了調查宦官蔣琮的不法情事而起衝突。蔣琮奉命掌管一座農場，卻偷偷溜回皇城而被逮捕，經過短暫審訊後，鎮撫司將他釋放，尚銘得知此事後大為驚駭，卻因未能完整掌握司法大權，只能將此事上報憲宗裁斷。
成化十七年（1481年），有盜賊進入皇城，東廠校尉緝捕盜賊，尚銘上報後憲宗大喜，西廠提督汪直聽後大怒，認為尚銘違背其意獨佔功勞，欲報復尚銘。尚銘於是聯合上林監丞李孜省向憲宗彈劾汪直，汪直漸遭疏遠，成化十八年三月（1482年），憲宗罷免西廠，成化十九年（1483年）六月，汪直因為與總兵官許寧不協，巡撫郭鏜上報，成化帝於是調任汪直為南京御馬監。同年八月，御史徐鏞上疏彈劾汪直欺罔罪，並稱：「汪直與王越、陳鉞結為腹心，自相表裏。肆羅織之文，振威福之勢，兵連西北，民困東南，天下之人但知有西廠而不知有朝廷，但知畏汪直而不知畏陛下。漸成羽翼，可為寒心。乞陛下明正典刑，以為奸臣結黨怙勢之戒。」成化帝於是罷免汪直，貶往南京。
汪直遭貶後，尚銘也遭到相同命運，除了貪污腐化、任人唯親的問題，還犯了賣官和任命兄弟擔任世襲性錦衣衛軍官的過錯。在成化二十年初（1484年）被控犯了多項重罪，包括管理東廠不當、向皇上呈報不實、一再構陷大戶人家入罪再勒索錢財，被控犯下這些罪的官員通常會被處死，但尚銘走運，僅被貶到南京，在南京守備太監的行刑下，挨了一百竹棍，被派去照顧南京孝陵的菜園，後不知所蹤。

## 與汪直的衝突
成化十七年的某一天夜裡，有盜賊越過皇城，進入皇帝西內廷，後來被東廠的校尉抓獲，當時身為東廠提督的尚銘為了邀功，便在未通報汪直的狀況下，直接將這件事上奏憲宗。憲宗知道後相當讚賞尚銘，賞賜他不少東西。汪直聽到這個消息後憤怒不已，他說：「銘吾所用，乃背吾獨擅功。」為了懲罰尚銘，他便開始琢磨整治尚銘的辦法。
尚銘聽到汪直打算處置他的消息後，雖然感到相當恐懼，但他身為東廠提督，對於西廠成立後處處被打壓的情形早就心生不滿。決定先發制人，暗中將汪直在外的所作所為，以「其（汪直）所洩禁中祕語奏之，盡發王越交通不法事」之情報上呈，以離間憲宗和汪直。與此同時，兵科給事中孫博又上奏憲宗，控訴西廠的旗校時常以子虛烏有的小道消息中傷無辜的大臣，並期望憲宗能加以禁止。憲宗事後雖然仍不採納孫博之建言，但心中也漸漸對汪直產生了厭惡之心。 
成化十七年（1481年），亦思馬因率領兵馬入侵大同（今位於陝西大同），汪直奉命以監軍之身分為前去大同鎮守支援。在汪直離開皇帝身邊之後，他原先掌管的內政事務便逐漸由上林監丞李孜省、內閣首輔萬安等人取代，由於他們皆很痛恨汪直狂妄自大的性格和凌上欺下的所作所為，再加上憲宗與汪直的聚少離多等因素，兩人的關係也漸漸疏遠。
爾後，數名科道官員們（六科給事中與都察院各道監察御史的合稱）趁機上交奏章，形容西廠辦事嚴急苛刻，不僅危害百姓及官員，也不符合國家之體統，加上萬安等大學士加以覆議，終於，成化十八年（1482年），憲宗再次罷置了西廠。
成化十九年（1483年），汪直被調任為南京御馬監，過去在權傾一時的時候，其車子所到之處，如果官署有迎接不及的，皆會遭到鞭笞對待。到了現在被調任前往南京的路上，官員們不再像從前一樣恭敬的迎接他，反而是避而遠之。
同年某日，有名內使名叫阿丑，善於演戲，一日在明憲宗前演戲，假裝喝醉酒，隨意謾罵，即使被告知皇上將至卻仍謾罵如舊，卻在他人告知汪直將至時立刻停止謾罵，並說「現在人不知皇上，只知道有汪太監」。接著又拿起兩隻鉞舞弄，旁人故意詢問此為何意，阿丑稱此為他的兩個兵器，為王越、陳鉞，兩人皆為汪直心腹。皇帝看了這齣戲，微微訕笑。此事影響後來明憲宗疏遠汪直。有學者推斷指使阿丑如此行事的，便是同為大宦官的尚銘。
後來御史徐鏞在皇帝對於西廠之廢除仍下不定主意之際，向皇帝上書，其內容寫到：「汪直與王越、陳鉞為心腹、互為表裡。他們大肆羅織陷害他人，就是為了顯示他們作威作福的權勢，不僅造成西北部邊境兵連禍結，更使百姓們只能坐困於東南。天下人只知道有西廠，而不知有朝廷，只知道畏懼汪直，而不知道敬畏陛下。」
這時疏離汪直的皇帝採納了此意見，罷黜汪直的官位，另外陳鉞、戴縉、吳綬等人也都被革去官職、廢為平民。過去上書彈劾汪直而被罷官的項忠、馬文升等人皆官復原職，並為召回朝廷。從此汪直的專寵便逐漸衰落。
| 前任： 牛玉 | 司礼监掌印太监 ？—1477年   | 繼任： 怀恩            |
| 前任： 不详 | 东厂提督太监 1477年—1484年 | 繼任： 陈准 (明朝宦官) |